# Кубок Европейской конфедерации волейбола среди женщин 2015/2016
36-й розыгрыш Кубка Европейской конфедерации волейбола (ЕКВ) среди женщин проходил с 27 октября 2015 по 2 апреля 2016 года с участием 36 клубных команд из 23 стран-членов Европейской конфедерации волейбола. Победителем турнира во 2-й раз подряд стала российская команда «Динамо» (Краснодар).

## Система квалификации
32 места в Кубке Европейской конфедерации волейбола 2015/2016 были распределены по рейтингу ЕКВ на 2015 год, учитывающему результаты выступлений клубных команд стран-членов ЕКВ в еврокубках на протяжении трёх сезонов (2011/2012—2013/2014). Согласно ему места в Кубке получили клубы стран, занимающих 1—18 позиции в рейтинге: Турция и Россия (по 1 команде, так как в Лиге чемпионов 2016 эти страны имели по 3 представителя), Франция, Азербайджан, Польша, Германия, Италия, Румыния, Швейцария, Чехия, Сербия, Бельгия, Словения, Финляндия, Австрия, Украина (все по 2), Греция и Нидерланды (по 1 команде). После перевода в Лигу чемпионов по одному представителю Азербайджана, Польши и Италии, отказа от участия в Кубке по одной из двух команд Италии, Словении и Украины и обеих команд Австрии в числе участников появились 8 вакансий. Эти места получили Бельгия, Финляндия, Нидерланды, Израиль, Кипр, Венгрия, Болгария и Эстония.

## Команды-участницы (с 1/16 финала)
| Страна      | Команда                       |                                                                      |
| ----------- | ----------------------------- | -------------------------------------------------------------------- |
| Турция      | «Галатасарай» (Стамбул)       | По итогам чемпионата Турции 2014 (4-е место)                         |
| Россия      | «Динамо» (Краснодар)          | Обладатель Кубка России 2014                                         |
| Франция     | «Пари Сен-Клу» (Париж)        | 3-й призёр чемпионата Франции 2015                                   |
| Франция     | «Нант» (Нант)                 | по итогам предварительной стадии чемпионата Франции 2015 (4-е место) |
| Азербайджан | «Азерйол» (Баку)              | 3-й призёр чемпионата Азербайджана 2015                              |
| Польша      | «Мушинянка» (Мушина)          | 3-й призёр чемпионата Польши 2015                                    |
| Германия    | «Шверинер» (Шверин)           | 3-й призёр чемпионата Германии 2015                                  |
| Германия    | «Роте-Рабен» (Фильсбибург)    | по итогам чемпионата Германии 2015 (4-е место)                       |
| Румыния     | «Тырговиште» (Тырговиште)     | 2-й призёр чемпионата Румынии 2015                                   |
| Румыния     | «Штиинца» (Бакэу)             | обладатель Кубка Румынии 2015                                        |
| Швейцария   | «Кёниц» (Кёниц)               | 2-й призёр чемпионата Швейцарии 2015                                 |
| Швейцария   | «Сагре Невшатель» (Невшатель) | 3-й призёр чемпионата Швейцарии 2015                                 |
| Чехия       | «Кралово Поле» (Брно)         | по итогам чемпионата Чехии 2015 (4-е место)                          |
| Чехия       | «Оломоуц» (Оломоуц)           | по итогам чемпионата Чехии 2015 (6-е место)                          |
| Сербия      | «Спартак» (Суботица)          | 2-й призёр чемпионата Сербии 2015                                    |
| Сербия      | «Црвена Звезда» (Белград)     | 3-й призёр чемпионата Сербии 2015                                    |
| Бельгия     | «Дофин Шарлеруа» (Шарлеруа)   | 2-й призёр чемпионата Бельгии 2015                                   |
| Бельгия     | «Хермес» (Остенде)            | 3-й призёр чемпионата Бельгии 2015                                   |
| Бельгия     | «Гент Дам» (Гент)             | по итогам чемпионата Бельгии 2015 (4-е место)                        |
| Словения    | «Нова-КБМ-Браник» (Марибор)   | 2-й призёр чемпионата Словении 2015                                  |
| Финляндия   | «Виести» (Сало)               | Чемпион Финляндии 2015                                               |
| Финляндия   | «Кангасала» (Кангасала)       | 2-й призёр чемпионата Финляндии 2015                                 |
| Финляндия   | ХПК (Хяменлинна)              | 3-й призёр чемпионата Финляндии 2015                                 |
| Украина     | «Химик» (Южное)               | Чемпион Украины 2015                                                 |
| Греция      | «Олимпиакос» (Пирей)          | Чемпион Греции 2015                                                  |
| Нидерланды  | «Олимпус» (Снек)              | Чемпион Нидерландов 2015                                             |
| Нидерланды  | «Эуроспед» (Алмело)           | 2-й призёр чемпионата Нидерландов 2015                               |
| Израиль     | «Неве-Шаанан» (Хайфа)         | По итогам чемпионата Израиля 2015 (2-е место)                        |
| Кипр        | «Аполлон» (Лимасол)           | Чемпион Кипра 2015                                                   |
| Венгрия     | «Линамар» (Бекешчаба)         | Чемпион Венгрии 2015                                                 |
| Болгария    | «Марица» (Пловдив)            | Чемпион Болгарии 2015                                                |
| Эстония     | «Кохила» (Кохила)             | Чемпион Эстонии 2015                                                 |

Лучшие (по итогам национальных чемпионатов 2015) волейбольные команды Турции, России, Франции, Азербайджана, Польши, Германии, Италии, Румынии, Швейцарии, Чехии, Сербии и Словении в сезоне 2015/2016 выступали в Лиге чемпионов.

## Система проведения розыгрыша
Со старта в розыгрыше участвуют 32 команды. Во всех стадиях турнира применяется система плей-офф, то есть команды делятся на пары и проводят между собой по два матча с разъездами. Победителем пары выходит команда, одержавшая две победы. В случае равенства побед победителем становится команда, набравшая в рамках двухматчевой серии большее количество очков (за победу 3:0 и 3:1 даётся 3 очка, за победу 3:2 — 2 очка, за поражение 2:3 — 1, за поражение 1:3 и 0:3 очки не начисляются). Если обе команды при этом набрали одинаковое количество очков, то назначается дополнительный («золотой») сет, победивший в котором выходит в следующий раунд соревнований. 
После четвертьфинала проводится «Челлендж-раунд», в котором участвуют четыре оставшиеся клуба Кубка ЕКВ и четыре команды, выбывшие из Лиги чемпионов. Победители «Челлендж-раунда» выходят в полуфинал.

## 1/16 финала
27-29.10/10-12.11.2015
 «Сагре Невшатель» (Невшатель) —  «Галатасарай» (Стамбул)
29 октября. 2:3 (26:24, 17625, 19:25, 25:23, 10:15).
12 ноября. 0:3 (20:25, 12:25, 13:25).
 «Гент Дам» (Гент) —  «Олимпус» (Снек) 
27 октября. 1:3 (15:25, 15:25, 25:19, 23:25).
11 ноября. 3:0 (25:13, 25:14, 25:22). Дополнительный сет — 15:10.
 «Кралово Поле» (Брно) —  «Црвена Звезда» (Белград)
27 октября. 2:3 (26:24, 25:21, 21:25, 16:25, 8:15).
10 ноября. 0:3 (21:25, 18:25, 16:25).
 «Кёниц» —  ХПК (Хяменлинна) 
28 октября. 3:1 (25:16, 20:25, 25:22, 25:23).
11 ноября. 2:3 (25:19, 25:23, 20:25, 15:25, 13:15).
 «Висбаден» —  «Мушинянка» (Мушина)
28 октября. 3:2 (25:12, 24:26, 22:25, 25:23, 15:10).
11 ноября. 0:3 (26:28, 22:25, 17:25).
 «Кохила» —  «Нова-КБМ-Браник» (Марибор)
28 октября. 0:3 (17:25, 16:25, 20:25).
11 ноября. 0:3 (23:25, 20:25, 20:25).
 «Виести» (Сало) —  «Неве-Шаанан» (Хайфа) 
29 октября. 3:0 (25:16, 25:13, 25:16).
11 ноября. 3:0 (25:23, 25:19, 25:17).
 «Тырговиште» —  «Азерйол» (Баку)
28 октября. 3:0 (25:19, 25:19, 30:28).
10 ноября. 0:3 (23:25, 23:25, 17:25). Дополнительный сет — 13:15.
 «Пари Сен-Клу» (Париж) —  «Кангасала»
27 октября. 2:3 (27:29, 25:21, 18:25, 25:15, 11:15).
11 ноября. 3:2 (22:25, 25:20, 25:20, 24:26, 15:13). Дополнительный сет — 9:15.
 «Нант» —  «Химик» (Южное)
27 октября. 3:2 (19:25, 25:23, 25:22, 23:25, 15:8).
10 ноября. 0:3 (20:25, 22:25, 23:25).
 «Дофин» (Шарлеруа) —  «Марица» (Пловдив)
28 октября. 0:3 (23:25, 16:25, 22:25).
11 ноября. 1:3 (21:25, 25:17, 15:25, 13:25).
 «Шверинер» (Шверин) —  «Оломоуц» 
28 октября. 3:0 (25:17, 25:19, 25:22).
12 ноября. 2:3 (20:25, 25:17, 25:18, 20:25, 9:15).
 «Штиинца» (Бакэу) —  «Аполлон» (Лимасол) 
28 октября. 3:0 (25:22, 25:19, 25:13).
11 ноября. 3:1 (25:20, 22:25, 25:13, 25:14).
 «Спартак» (Суботица) —  «Эуроспед» (Алмело) 
28 октября. 3:0 (25:21, 25:13, 25:18).
11 ноября. 3:2 (24:26, 25:16, 23:25, 25:20, 15:13).
 «Линамар» (Бекешчаба) —  «Олимпиакос» (Пирей) 
29 октября. 3:1 (25:16, 25:27, 25:23, 25:13).
11 ноября. 3:1 (25:19, 25:20, 17:25, 25:18).
 «Хермес» (Остенде) —  «Динамо» (Краснодар)
27 октября. 1:3 (21:25, 25:21, 14:25, 18:25).
12 ноября. 0:3 (17:25, 11:25, 17:25).

## 1/8 финала
8-10/15-17.12.2015
 «Галатасарай» (Стамбул) —  «Гент Дам» (Гент) 
10 декабря. 3:0 (25:16, 25:22, 25:16).
16 декабря. 3:1 (25:14, 25:20, 19:25, 25:21).
 «Кёниц» —  «Црвена Звезда» (Белград) 
9 декабря. 3:1 (25:23, 25:15, 22:25, 25:22).
15 декабря. 3:0 (25:17, 25:20, 25:18).
 «Мушинянка» (Мушина) —  «Нова-КБМ-Браник» (Марибор) 
8 декабря. 3:1 (25:16, 25:17, 19:25, 25:20).
16 декабря. 3:2 (23:25, 25:20, 25:17, 23:25, 15:10).
 «Виести» (Сало) —  «Азерйол» (Баку)
10 декабря. 0:3 (16:25, 19:25, 23:25).
16 декабря. 2:3 (25:21, 10:25, 25:23, 21:25, 11:15).
 «Кангасала» —  «Химик» (Южное)
10 декабря. 1:3 (15:25, 21:25, 25:17, 15:25).
16 декабря. 3:1 (22:25, 25:20, 25:17, 25:16). Дополнительный сет — 12:15.
 «Марица» (Пловдив) —  «Шверинер» (Шверин)
9 декабря. 1:3 (15:25, 25:16, 17:25, 16:25).
15 декабря. 0:3 (11:25, 20:25, 17:25).
 «Спартак» (Суботица) —  «Штиинца» (Бакэу)
10 декабря. 1:3 (17:25, 25:23, 21:25, 22:25).
17 декабря. 0:3 (18:25, 18:25, 12:25).
 «Динамо» (Краснодар) —  «Линамар» (Бекешчаба) 
9 декабря. 3:0 (25:21, 28:26, 25:16).
17 декабря. 3:0 (25:19, 25:16, 25:14).

## Четвертьфинал
19-21/26-28.01.2016
 «Галатасарай» (Стамбул) —  «Кёниц» 
19 января. 3:0 (25:16, 25:17, 25:16).
27 января. 3:1 (25:21, 25:14, 24:26, 25:17).
 «Мушинянка» (Мушина) —  «Азерйол» (Баку)
19 января. 3:2 (27:25, 18:25, 23:25, 25:23, 15:5).
26 января. 0:3 (16:25, 16:25, 20:25).
 «Химик» (Южное) —  «Шверинер» (Шверин)
21 января. 0:3 (16:25, 25:27, 20:25).
28 января. 1:3 (23:25, 25:22, 19:25, 12:25).
 «Штиинца» (Бакэу) —  «Динамо» (Краснодар)
20 января. 0:3 (19:25, 19:25, 18:25).
28 января. 1:3 (17:25, 25:20, 16:25, 15:25).
В Челендж-раунде против победителей четвертьфинальных пар играют 4 команды, выбывшие из розыгрыша Лиги чемпионов после предварительного этапа:
 «Импел» (Вроцлав)
 «Альба-Блаж» (Блаж)
 «Альянц-МТВ» (Штутгарт)
 «Игор Горгондзола» (Новара)

## Челлендж-раунд
10-11/23-25.02.2016
 «Галатасарай» (Стамбул) —  «Импел» (Вроцлав) 
11 февраля. 3:0 (25:21, 25:20, 25:21).
24 февраля. 3:1 (15:25, 25:21, 25:22, 25:17).
 «Альба-Блаж» (Блаж) —  «Шверинер» (Шверин)
10 февраля. 0:3 (22:25, 12:25, 23:25).
25 февраля. 0:3 (17:25, 16:25, 13:25).
 «Динамо» (Краснодар) —  «Альянц-МТВ» (Штутгарт) 
10 февраля. 3:0 (25:15, 25:13, 25:15).
23 февраля. 3:0 (25:16, 25:15, 25:21).
 «Азерйол» (Баку) —  «Игор Горгондзола» (Новара) 
11 февраля. 3:1 (25:19, 25:17, 23:25, 25:17).
23 февраля. 1:3 (23:25, 28:26, 23:25, 18:25). Дополнительный сет — 15:13.

## Полуфинал
8/12.03.2016
 «Шверинер» (Шверин) —  «Галатасарай» (Стамбул)
8 марта. 0:3 (10:25, 23:25, 19:25).
12 марта. 0:3 (28:30, 20:25, 23:25).
 «Динамо» (Краснодар) —  «Азерйол» (Баку)
8 марта. 3:0 (25:22, 25:15, 25:23).
12 марта. 3:0 (25:17, 27:25, 25:17).

## Финал

### 1-й матч
| 29 марта 2016 | \| «Галатасарай» (Стамбул) \| 3:2 cev.lu \| «Динамо» (Краснодар) \| \| Гюлдениз Онал (10) Кёрсти Джексон (12) Гамзе Аликая (4) Шарлотте Лейс (9) Аслы Калач (16) Надя Чентони (29) Нихан Гюнейлигил (л) Ада Гермен (1) Бихтер Думаноглу Нур Севил Айдынлар \| Голы \| Анастасия Самойленко (14) Ирина Филиштинская (8) Любовь Соколова (10) Марина Марюхнич (14) Наталья Малых (17) Александра Пасынкова (4) Светлана Крючкова (л) Мария Бибина (л) Наталья Ходунова (4) Дарья Талышева Светлана Сурцева \| | Стамбул Burhan Felek Voleybol Salonu 3180 зрителей |
| Счёт по партиям — 25:14, 22:25, 25:16, 21:25, 15:13. Время матча — 2 часа 01 минута. Судьи: Моника Уйхази, Николае Марин.                                                           | | |
| «Галатасарай» (Стамбул) | 3:2 cev.lu | «Динамо» (Краснодар) |
| Гюлдениз Онал (10) Кёрсти Джексон (12) Гамзе Аликая (4) Шарлотте Лейс (9) Аслы Калач (16) Надя Чентони (29) Нихан Гюнейлигил (л) Ада Гермен (1) Бихтер Думаноглу Нур Севил Айдынлар | Голы | Анастасия Самойленко (14) Ирина Филиштинская (8) Любовь Соколова (10) Марина Марюхнич (14) Наталья Малых (17) Александра Пасынкова (4) Светлана Крючкова (л) Мария Бибина (л) Наталья Ходунова (4) Дарья Талышева Светлана Сурцева |

### 2-й матч
| 2 апреля 2016 | \| «Динамо» (Краснодар) \| 3:0 cev.lu \| «Галатасарай» (Стамбул) \| \| Любовь Соколова (7) Марина Марюхнич (3) Наталья Малых (27) Александра Пасынкова (6) Анастасия Самойленко (12) Ирина Филиштинская (5) Светлана Крючкова (л) Мария Бибина (л) Татьяна Кошелева (1) \| Голы \| Гюлдениз Онал (10) Кёрсти Джексон (9) Гамзе Аликая (2) Шарлотте Лейс (8) Аслы Калач (7) Надя Чентони (15) Нихан Гюнейлигил (л) Ада Гермен Бихтер Думаноглу Нур Севил Айдынлар (1) \| | Краснодар Дворец спорта «Олимп» 2650 зрителей |
| Счёт по партиям — 25:23, 25:22, 29:27. Время матча — 1 час 24 минуты. Судьи: Сотириос Деликостидис, Оливье Гийе.                                                                                 | | |
| «Динамо» (Краснодар) | 3:0 cev.lu | «Галатасарай» (Стамбул) |
| Любовь Соколова (7) Марина Марюхнич (3) Наталья Малых (27) Александра Пасынкова (6) Анастасия Самойленко (12) Ирина Филиштинская (5) Светлана Крючкова (л) Мария Бибина (л) Татьяна Кошелева (1) | Голы | Гюлдениз Онал (10) Кёрсти Джексон (9) Гамзе Аликая (2) Шарлотте Лейс (8) Аслы Калач (7) Надя Чентони (15) Нихан Гюнейлигил (л) Ада Гермен Бихтер Думаноглу Нур Севил Айдынлар (1) |

### MVP
Лучшим игроком финальной серии признана диагональная нападающая «Динамо» Наталья Малых.

## Призёры
«Динамо» (Краснодар): Екатерина Ефимова, Марина Марюхнич, Любовь Соколова, Светлана Крючкова, Мария Бибина, Наталья Ходунова, Татьяна Кошелева, Ирина Филиштинская, Дарья Талышева, Александра Пасынкова, Светлана Сурцева, Наталья Малых, Анастасия Самойленко. Главный тренер — Константин Ушаков.
  «Галатасарай» (Стамбул): Кёрсти Джексон, Эзги Арслан Гюч, Нихан Гюнейлигил, Шарлотте Лейс, Ада Гермен, Су Зент, Аслы Калач, Гюльдениз Онал, Гамзе Аликая, Бихтер Думаноглу, Надя Чентони, Нур Севил Айдынлар. Главный тренер — Атаман Гюнейлигил.